# Microthamnion
Microthamnion, rod zelenih algi koji je smješten u vlastitu porodicu i red. Dio je podrazreda Trebouxiophyceae. Postoji 6 priznatih vrsta.

## Vrste
1. Microthamnion curvatum West & G.S.West
2. Microthamnion elegans Stizenberger
3. Microthamnion exiguum Reinsch
4. Microthamnion kuetzingianum Nägeli ex Kützing - tipična
5. Microthamnion strictissimum Rabenhorst
6. Microthamnion vexator M.C.Cooke